# Oñati Proba
L'Oñati Proba est une course cycliste espagnole disputée chaque année à Ognate (Guipuscoa), au Pays basque. Elle est organisée par l'Aloña Mendi Kirol Elkartea.
Cette épreuve fait actuellement partie du Torneo Lehendakari. 

## Palmarès depuis 1991
| Année       | Vainqueur               | Deuxième                    | Troisième                |
| Oñati Saria |                         |                             |                          |
| ----------- | ----------------------- | --------------------------- | ------------------------ |
| 1991        | Werner Nijboer          |                             |                          |
| 1992        | Ángel Hierro            |                             |                          |
| 1993        | Íñigo Roldan            |                             |                          |
| 1994        | Alberto López de Munain |                             |                          |
| 1995        | Josu Isasi              |                             |                          |
| 1996        | Gorka Gerrikagoitia     |                             |                          |
| 1997        | Eladio Jiménez          |                             |                          |
| 1998        | Iván Gutiérrez          |                             |                          |
| 1999        | Unai Barazabal          | Ángel Vázquez Iglesias (es) | Miguel Mancho            |
| 2000        | Luis Pérez Romero       | Unai Barazabal              | José Daniel Aguado       |
| 2001        | Andoni Aranaga          | Asier Atxa                  | Javier Ruiz de Larrinaga |
| 2002        | Unai Elorriaga          | Iban Mayoz                  | Igor Antón               |
| 2003        | Ander Urizar            | Iban Iriondo                | Iñaki Anzizar            |
| 2004        | Asier Corchero          | Xabier Urkidi               | Eriz Ruiz de Erentxun    |
| 2005        | Javier Iriarte          | Jon Mariñelarena            | Andoni Lafuente          |
| 2006        | Pablo Torres            | Javier Aramendia            | Delio Fernández          |
| 2007        | Benet García            | Gurutz Larrea               |                          |
| 2008        | Jon Aberasturi          | Javier Vidorreta            | José Carlos Lara         |
| 2009,       | Noel Martín             | Jon Aberasturi              | Enrique Sanz             |
| 2010        | José Manuel González    | Jesús Ezquerra              | Jordi Simón              |
| Oñati Proba |                         |                             |                          |
| 2011        | Fernando Grijalba       | Aitor González Prieto       | Jon Larrinaga            |
| 2012        | Miguel Ángel Benito     | Darío Hernández             | Ibai Salas               |
| 2013        | Jaime Rosón             | Miguel Ángel Benito         | Jesús Alberto Rubio      |
| 2014        | Eneko Lizarralde        | Asier Unanue                | Alex Aranburu            |
| 2015        | Alex Aranburu           | Asier Unanue                | Julen Amezqueta          |
| 2016        | Óscar Rodríguez         | Sergio Samitier             | Jokin Etxabe             |
| 2017        | Álvaro Cuadros          | Jokin Aranburu              | Aitor Rodríguez          |
| 2018,       | Jaume Sureda            | Unai Cuadrado               | Jon Agirre               |
| 2019        | Juan Fernando Calle     | Asier Etxeberria            | Jon Agirre               |
| 2020        | Pelayo Sánchez          | Xabier Isasa                | Unai Iribar              |
| 2021        | Unai Iribar             | Xabier Isasa                | Enekoitz Azparren        |
| 2022        | Pablo Castrillo         | Unai Esparza                | Yanne Dorenbos           |
| 2023        | Julen Arriola-Bengoa    | Ander Ganzabal              | Dylan Westley            |
| 2024        | Javier Ibáñez           | Jan Castellón               | Ander Ganzabal           |